# Миелопоэз
Миелопоэз — это часть процессов гемопоэза, заключающаяся в регулируемом образовании миелоидных клеток, включая гранулоциты — нейтрофилы, эозинофилы и базофилы (что называется гранулопоэзом) — и моноциты (что называется моноцитопоэзом) в костном мозге.
Миелоидная клетка-предшественник может дифференцироваться в костном мозгу в гранулоцит (нейтрофил, эозинофил или базофил), или в макрофаг (зрелый моноцит), или в тучную клетку или в миелоидную дендритную клетку врождённой иммунной системы. Гранулоциты, также называемые сегментоядерными или полиморфноядерными лейкоцитами за их необычную форму ядер, делятся на три короткоживуших подтипа — эозинофилы, базофилы и нейтрофилы. Клетки-предшественники гранулоцитов дифференцируются по тому или иному типу в ходе процесса, который называется гранулопоэз. В ходе этого процесса миелоидная клетка-предшественник последовательно проходит трансформации от общего для всех трёх линий миелобласта (миелоидного предшественника) в общий для всех трёх линий промиелоцит. Промиелоциты затем превращаются в уникальные миелоциты, которые уже могут быть классифицированы как эозинофильные, базофильные или нейтрофильные клетки-предшественники, основываясь на их гистологической аффинности к той или иной окраске (то есть на наличии в них эозинофильных, базофильных или нейтрофильных гранул). Эти уникальные миелоциты затем дифференцируются в также уникальные для каждой из трёх линий метамиелоциты, а затем в палочкоядерные гранулоциты (прозванные так за «U»-, «S»- или «С»-образное ядро), а затем в зрелые гранулоциты — базофилы, эозинофилы или нейтрофилы. Макрофаги происходят от монобластных предков, которые дифференцируются в промоноциты и затем в моноциты. Образовавшиеся моноциты затем рано или поздно переходят из кровеносного русла в ткани и становятся зрелыми резидентными тканевыми макрофагами.